# Ada Rogovtseva
Ada Mykolaïvna Rohovtseva (en ukrainien : А́да Микола́ївна Ро́говцева), née le 16 juillet 1937 à Hloukhiv dans l'oblast de Tchernihiv, est une actrice soviétique puis ukrainienne.

## Biographie

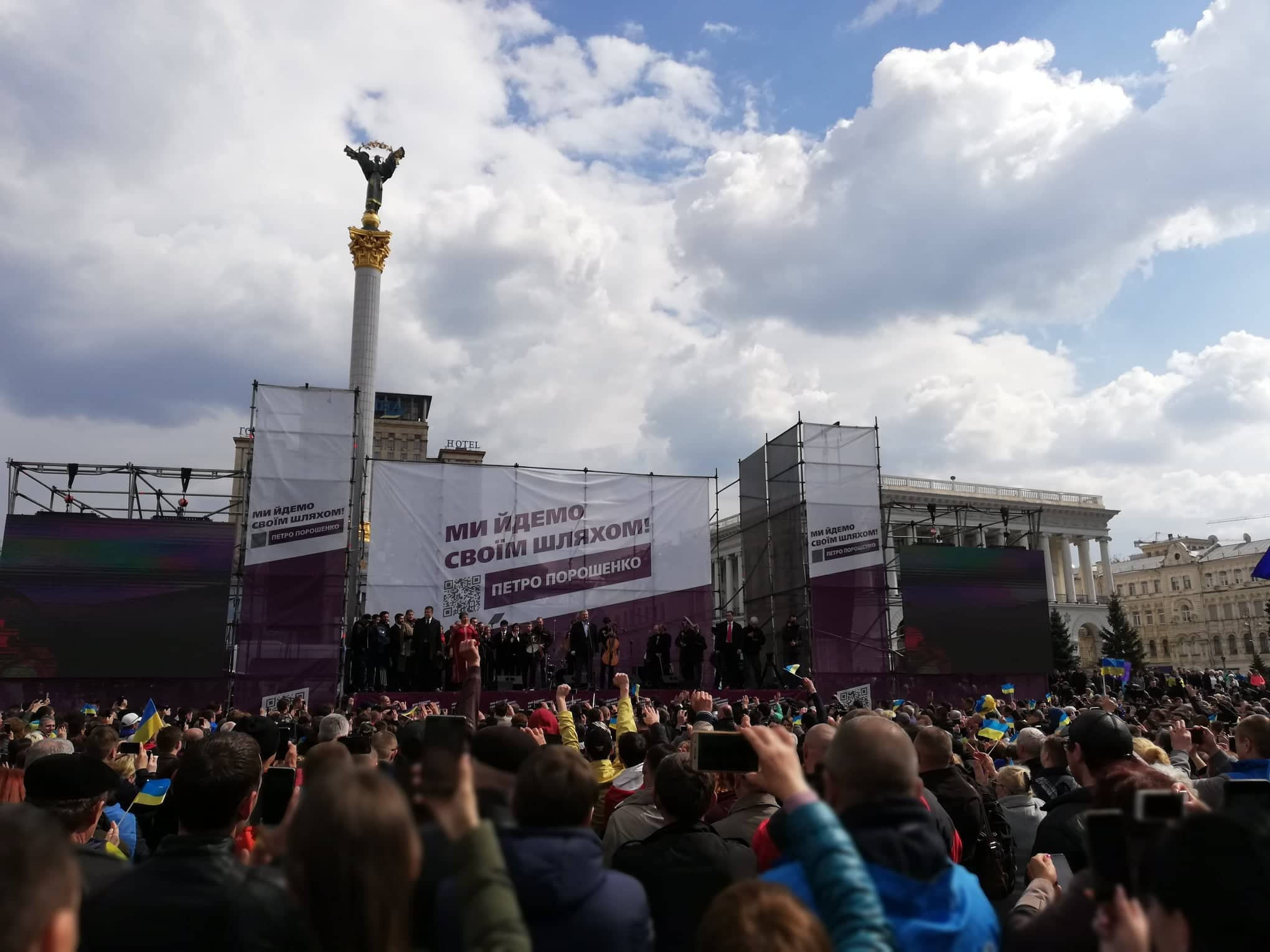
Lors de Protéger l'Ukraine sur la Place de l'Indépendance de Kiev le 19 avril 2019 Ada avec les époux Porochenko.

Née en 1937 à Hloukhiv, diplômée de l'université nationale Karpenko-Kary en 1959 en études théâtrales, (atelier de Konstantin Stepankov), Rohovtseva devient actrice du Théâtre Lessia Oukraïnka, à Kiev, auquel elle reste fidèle pendant 35 ans.
Elle débute au cinéma alors qu'elle est encore étudiante, en 1956. Le Prix du meilleur rôle féminin lui est décerné au Festival international du film de Moscou 1971 pour le film Salut, Maria (Салют, Мария!). La même année, elle est déclarée actrice préférée du public soviétique par le magazine Sovetski ekran.
Membre du Parti communiste de l'Union soviétique depuis 1967, l'actrice est délégué du XXVIIe Congrès du Parti communiste de l'Union soviétique (1986). Elle est également membre du Comité soviétique pour la paix. Elle se voit distinguée Héros d'Ukraine en 2007, après avoir été artiste du peuple de l'URSS en 1978
À la suite de la guerre russo-ukrainienne depuis 2014, elle soutient, à plus de 80 ans, les troupes ukrainiennes, avec sa fille Kateryna Stepankova, à parcourir les fronts avec une troupe théâtrale, au plus près des combattants, dans l’est du pays. « Les plus beaux bouquets que j’ai reçus comme comédienne », précise-t-elle, « ce sont ceux de fleurs sauvages cueillies par des combattants dans des villages, sur le front ».

## Vie privée
Ada Rohovtseva est mariée avec l'acteur Konstantin Stepankov (1928-2004). Ensemble, ils ont une fille Kateryna Stepankova (metteuse en scène, née en 1972) et le fils prénommé Konstantin Stepankov comme son père (1962-2012), qui est également acteur.

## Distinctions
- artiste émérite de la RSS d'Ukraine : 1960
- artiste du Peuple de la RSS d'Ukraine : 1967
- Ordre du Drapeau rouge du Travail : 1975
- Artiste du peuple de l'URSS : 1978
- Prix national Taras Chevtchenko : 1981, pour le rôle de Lubov Ranevskaïa dans La Cerisaie, pour le rôle de Lessia Oukraïnka dans Espérer de Youri Chtcherbak et le rôle de Nadejda Gavrilenkova dans La Maîtresse
- Ordre de l'Insigne d'honneur
- Ordre du Mérite de la 3e classe : 1997
- Ordre de la princesse Olga de 3e classe : 2002
- Ordre du Mérite de la 1re classe : 2009
- Ordre de l'Amitié : 2007
- Héros d'Ukraine : 2007

## Filmographie
- 1956 : Pavel Kortchaguine (Павел Корчагин) d'Alexandre Alov et Vladimir Naoumov : Christina
- 1970 : Salut, Maria (Салют, Мария!) de Iossif Kheifitz : María Fortus
- 1972 : Le Domptage de feu (Укрощение огня) de Daniil Khrabrovitski : Natacha Bachkirtseva
- 2008 : L'Amiral (Адмиралъ) d'Andreï Kravtchouk : Anna Timireva
- 2009 : Tarass Boulba (Тарас Бульба) de Vladimir Bortko : femme de Tarass Boulba